# Дворцов, Николай Григорьевич
Николай Григорьевич Дворцо́в (1917—1985) — советский писатель, редактор, журналист, член Союза писателей СССР с 1955 года.

## Биография
Николай Григорьевич Дворцов родился 6 (19) декабря 1917 года в селе Куриловка Саратовской области) в семье столяра. Учился в школе колхозной молодежи, работал табельщиком полевой бригады. В 1934 году поступил в Саратовский строительный техникум, на третьем курсе из-за материальных трудностей прервал учёбу и работал техником-нивелировщиком. В 1940 г., после окончания Саратовского учительского института преподавал в средней школе русский язык и литературу, заведовал учебной частью, но вскоре был призван в РККА. Получил специальность военного топографа.
После начала Великой Отечественной войны участвовал в Иранской операции осенью 1941 года, с декабря 1941 года — на территории УССР (под Таганрогом, Лозовой, Барвенково). В мае 1942 года участвовал в операции по освобождению Харькова, где попал в плен. Лето 1942 года находился в пересыльных лагерях Польши и Германии, в октябре был отправлен в Норвегию, где содержался в рабочем лагере под городом Берген до конца войны. В 1943 году в лагере организовалась подпольная группа, членом которой и стал Дворцов. После установления связи с норвежскими коммунистами началась подготовка к восстанию, которое планировалось к ожидаемой высадке союзных войск. После вскрытия подпольной ячейки шесть человек из группы были расстреляны 10 ноября 1944 года.
С 1947 года Н. Г. Дворцов жил на Алтае. Работал начальником оперативного отдела краевого управления сберкасс, корреспондентом комитета радиоинформации и газеты «Сталинская смена».
В свободное от работы время занимался литературным творчеством. Частая смена работы в первые годы на Алтае была связана с его прошлым, в силу недоверия в то время к бывшим военнопленным. Приходилось днем работать, а ночью писать. Член СП СССР с 1955 года. Член КПСС с 1957 года.
Н. Дворцов работал заместителем редактора краевой газеты «Молодежь Алтая», корреспондентом «Учительской газеты», редактором альманаха «Алтай», дважды избирался ответственным секретарем краевой писательской организации, кандидатом в члены Алтайского крайкома КПСС, делегатом двух писательских съездов России, членом правления Союза писателей СССР, депутатом городского Совета народных депутатов.

## Литературная деятельность
Свой первый рассказ «Бельчик» Н. Дворцов опубликовал в областной пионерской газете ещё будучи студентом. В 1940 г. появился второй его рассказ «Дошкольники» в альманахе «Литературный Саратов». Первый сборник «Мы живем на Алтае» вышел в Алтайском книжном издательстве в 1953 году.
В шестидесятых годах Н. Дворцов — один из самых известных на Алтае прозаиков. Несколько раз массовыми тиражами издавался его роман «Море бьётся о скалы», в основе которого лежат достоверные факты о стойкости советских людей в фашистском лагере военнопленных, в Норвегии. Пять изданий выдержал роман «Дороги в горах», воссоздающий первые целинные годы на Алтае. Н. Дворцовым созданы повести «Наше счастье», «Опасный шаг», «Два дня и три ночи», «Двое в палате», множество рассказов и очерков.
Книги издавались в Москве, Новосибирске, Барнауле, общий тираж превысил миллион экземпляров. Рассказы и очерки печатались в газетах, альманахах «Алтай», «Золотые искорки», передавались по радио.

## Награды
- Орден «Знак Почёта»;
- Медаль «За победу над Германией в Великой Отечественной войне 1941—1945 гг.»;
- Медаль «В ознаменование 100-летия со дня рождения Владимира Ильича Ленина»;
- Медаль «За освоение целинных земель»;
- Заслуженный работник культуры РСФСР.